# Des étoiles
Pour plus de détails, voir Fiche technique et Distribution.
Des étoiles est un film dramatique franco-belgo-sénégalais réalisé par Dyana Gaye, présenté en 2013 au Festival international du film de Toronto et sorti en salles en France le 29 janvier 2014.

## Fiche technique
- Titre : Des étoiles
- Réalisation : Dyana Gaye
- Scénario : Dyana Gaye et Cécile Vargaftig
- Photographie : Irina Lubtchansky
- 1er assistant opérateur : Pierre-Hubert Martin
- Montage : Gwen Mallauran
- Producteur : Arnaud Dommerc, Jean-Baptiste Legrand et Nathalie Eybrard
- Production : Andolfi, Centrale Electrique, Rouge international et Cinekap
- Distribution :
- Pays d'origine :  France,  Belgique et  Sénégal
- Genre : drame
- Durée : 95 minutes

Dates de sortie :
- Canada :
  - 9 septembre 2013 (Festival international du film de Toronto)
  - 7 novembre 2013 (Festival international du film de Vancouver)
- Belgique : 28 septembre 2013 (Festival international du film francophone de Namur)
- Émirats arabes unis : 10 décembre 2013 (Festival international du film de Dubaï)
- France : 29 janvier 2014

## Distribution
- Ralph Amoussou : Thierno
- Marième Demba Ly : Sophie
- Souleymane Sèye Ndiaye : Abdoulaye
- Babacar M'Baye Fall : Serigne
- Mata Gabin : Rose
- Sokhna Niang : Mame Amy
- Andrei Zayats : Vadim
- Johanna Kabou : Dior
- Sabine Pakora : Fanta

## Distinctions
- Trophées francophones du cinéma 2014 : 
  - Trophée francophone de l'interprétation féminine pour Marième Demba Ly
  - Trophée francophone du second rôle masculin pour Souleymane Sèye Ndiaye
- Prix France Culture Cinéma Révélation 2014
- Festival Premiers Plans Angers : grand prix du Jury et prix du Public
- 2012 : le film Des étoiles a reçu l'aide à la création de la Fondation Gan pour le cinéma [1].